# Loja (Pühalepa)
Loja − wieś w Estonii, w prowincji Hiuma, w gminie Pühalepa.